# Sojus TMA-06M
Sojus TMA-06M ist eine Missionsbezeichnung für den Flug eines russischen Raumschiffs der Reihe Sojus zur Internationalen Raumstation. Im Rahmen des ISS-Programms trägt der Flug die Bezeichnung ISS AF-32S. Es war der 32. Besuch eines Sojus-Raumschiffs an der ISS und der 138. Flug im Sojusprogramm.

## Besatzung

### Hauptbesatzung
- Oleg Wiktorowitsch Nowizki (1. Raumflug), Kommandant, (Russland/Roskosmos)
- Jewgeni Igorewitsch Tarelkin (1. Raumflug), Bordingenieur, (Russland/Roskosmos)
- Kevin Anthony Ford (2. Raumflug), Bordingenieur, (USA/NASA)

### Ersatzmannschaft
- Pawel Wladimirowitsch Winogradow (3. Raumflug), Kommandant, (Russland/Roskosmos)
- Alexander Alexandrowitsch Missurkin (1. Raumflug), Bordingenieur, (Russland/Roskosmos)
- Christopher John Cassidy (2. Raumflug), Bordingenieur, (USA/NASA)

## Missionsbeschreibung
Die Mission brachte drei Besatzungsmitglieder der ISS-Expeditionen 33 und 34 zur Internationalen Raumstation. Das Sojus-Raumschiff löste Sojus TMA-04M als Rettungskapsel ab. Die Landung musste wegen schlechten Wetters um 24 Stunden verschoben werden und erfolgte am 16. März 2013.